# Nogometna zona Karlovac – Sisak 1958./59.
Nogometna zona Karlovac – Sisak, također i kao XIV. zona Karlovac – Sisak, Četvrta zona Karlovac – Sisak, je bila jedna od zona Prvenstva Hrvatske, te liga trećeg stupnja nogometnog prvenstva Jugoslavije u sezoni 1958./59. 
 
Sudjelovalo je 12 klubova, a prvak je bila "Segesta" iz Siska. 

## Ljestvica
| mj. | klub                 | ut. | pob. | ner. | por. | gol+ | gol– | bod |
| --- | -------------------- | --- | ---- | ---- | ---- | ---- | ---- | --- |
| 1.  | Segesta Sisak        | 22  | 19   | 2    | 1    | 79   | 10   | 40  |
| 2.  | KSD Karlovac         | 22  | 16   | 3    | 3    | 93   | 21   | 35  |
| 3.  | Mladost Petrinja     | 22  | 13   | 2    | 7    | 46   | 33   | 28  |
| 4.  | Siscia Sisak         | 22  | 9    | 4    | 9    | 40   | 45   | 22  |
| 5.  | Metalac Sisak        | 22  | 9    | 3    | 10   | 48   | 56   | 21  |
| 6.  | Borac Galdovo        | 22  | 7    | 6    | 9    | 37   | 50   | 20  |
| 7.  | Duga Resa            | 22  | 7    | 6    | 9    | 43   | 58   | 20  |
| 8.  | Jedinstvo Ogulin     | 22  | 8    | 3    | 11   | 38   | 67   | 19  |
| 9.  | Radnik Karlovac      | 22  | 8    | 2    | 12   | 41   | 41   | 18  |
| 10. | Udarnik Perušić      | 22  | 6    | 5    | 11   | 34   | 60   | 17  |
| 11. | Ivanić (Ivanić-Grad) | 22  | 6    | 2    | 14   | 33   | 56   | 14  |
| 12. | Metalac Karlovac     | 22  | 2    | 6    | 14   | 31   | 66   | 10  |

- Galdovo – danas dio naselja Sisak

## Rezultatska križaljka
| kratica | klub                 | BOR | DUR  | IVA      | JED | KSD | METK | METS | MLA | RAD | SEG | SIS | UDA |
| --- | -------------------- | --- | ---- | -------- | --- | --- | ---- | ---- | --- | --- | --- | --- | --- |
| BOR | Borac Galdovo        |     |      |          |     |     |      |      |     |     | 0:7 |     |     |
| DUR | Duga Resa            |     |      |          |     |     |      |      |     |     | 1:6 |     |     |
| IVA | Ivanić (Ivanić-Grad) |     |      |          |     |     |      |      |     |     | 1:2 |     |     |
| JED | Jedinstvo Ogulin     |     |      |          |     |     |      |      |     |     | 0:0 |     |     |
| KSD | KSD Karlovac         |     |      |          |     |     |      |      |     |     | 1:2 |     |     |
| METK | Metalac Karlovac     |     |      |          |     |     |      |      |     |     |     |     |     |
| METS | Metalac Sisak        |     |      |          |     |     |      |      |     |     | 1:3 |     |     |
| MLA | Mladost Petrinja     |     |      |          |     |     |      |      |     |     | 1:4 |     |     |
| RAD | Radnik Karlovac      |     |      |          |     |     |      |      |     |     | 0:1 |     |     |
| SEG | Segesta Sisak        | 2:1 | 16:1 | 3:0 p.f. | 8:0 | 0:0 | 2:0  | 5:0  | 1:0 | 2:0 |     | 3:1 | 4:1 |
| SIS | Siscia Sisak         |     |      |          |     |     |      |      |     |     | 0:7 |     |     |
| UDA | Udarnik Perušić      |     |      |          |     |     |      |      |     |     | 0:1 |     |     |
| |                      |     |      |          |     |     |      |      |     |     |     |     |     |
| podebljan rezultat – utakmice od 1. do 11. kola (1. utakmica između klubova) rezultat normalne debljine – utakmice od 12. do 22. kola (2. utakmica između klubova) rezultat nakošen – nije vidljiv redoslijed odigravanja međusobnih utakmica iz dostupnih izvora rezultat smanjen * – iz dostupnih izvora nije uočljiv domaćin susreta prekrižen rezultat – poništena ili brisana utakmica p – utakmica prekinuta 3:0 p.f. / 0:3 p.f. – rezultat 3:0 bez borbe n.i. – nije igrano |                      |     |      |          |     |     |      |      |     |     |     |     |     |

 Izvori: 